# Dersdorf
Dersdorf ist ein Stadtteil von Bornheim im nordrhein-westfälischen Rhein-Sieg-Kreis.

## Geographie
Dersdorf liegt am Vorgebirge nördlich des Stadtzentrums von Bornheim. Östlich des Ortskerns verlaufen die Landesstraße 183 sowie die Vorgebirgsbahn. Im südlichen Bereich befindet sich die Landesstraße 182.
Dersdorf grenzt an weitere Bornheimer Stadtteile: im Norden an Waldorf, im Süden an das Bornheimer Zentrum sowie im Südwesten an Brenig.

## Geschichte
1897 erhielt Dersdorf einen Bahnhof an der in diesem Jahr in Betrieb genommenen Vorgebirgsbahn. 1903 wurde die Ortschaft an das Stromnetz angeschlossen. 1926 folgte der Bau einer Schule. Nach langjährigen Vorplanungen wurde schließlich im Frühjahr 1932 mit dem Bau einer eigenen Pfarrkirche für die bislang zur Kirchengemeinde Brenig gehörende Ortschaft nach Plänen des Kölner Architekten Hermann Neuhaus begonnen, die noch im selben Jahr geweiht werden konnte. Sie wurde als erste Kirche überhaupt dem im Vorjahr heiliggesprochenen Dominikanergelehrten Albertus Magnus geweiht.

## Kirchliche und öffentliche Einrichtungen

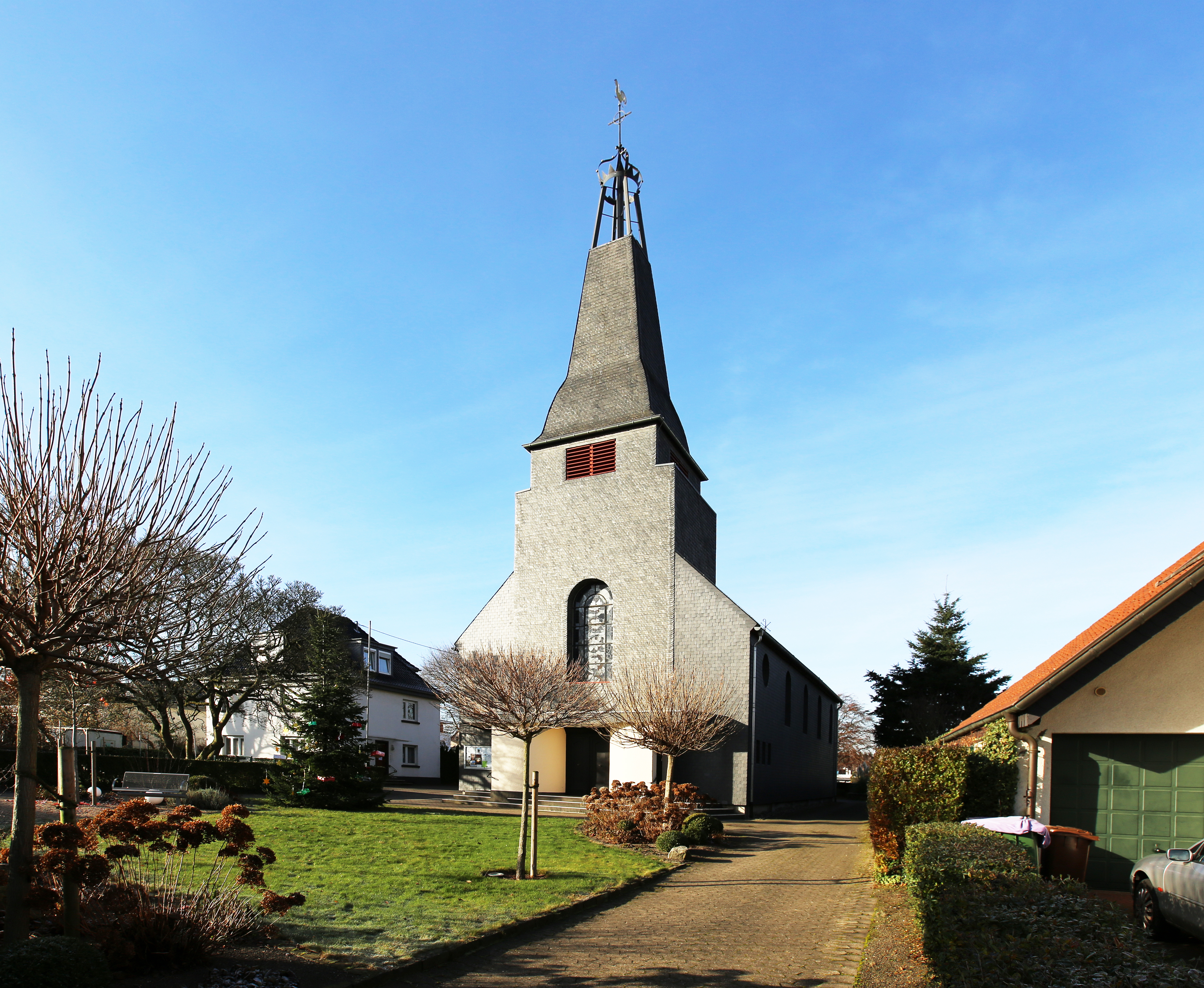
Katholische Pfarrkirche St. Albertus Magnus

Im Stadtteil befindet sich die katholische Kirchengemeinde St. Albertus Magnus mit der gleichnamigen Kirche. Des Weiteren gibt es einen städtischen Kindergarten und eine Löschgruppe der Freiwilligen Feuerwehr der Stadt Bornheim.

## Verkehr
Die Stadtbahnlinie 18 verkehrt zwischen Bonn und Köln auf der Trasse der Vorgebirgsbahn.
| Linie | Verlauf / Anmerkungen | Takt (Mo–Fr) |
| ----- | --- | --- |
| 18    | Thielenbruch – Dellbrück – Holweide – Buchheim – U Bf Mülheim – U Mülheim Wiener Platz – Zoo/Flora – U Reichenspergerplatz – U Ebertplatz – U Breslauer Platz/Hbf – U Dom/Hbf – U Appellhofplatz (Breite Straße) – U Neumarkt – Barbarossaplatz – Eifelwall – Klettenberg – Efferen – Hürth-Hermülheim – Fischenich – Brühl-Vochem – Brühl Mitte – Badorf – Schwadorf – Walberberg – Merten – Waldorf – Dersdorf – Bornheim – Roisdorf West – Alfter – Dransdorf – Bonn West – Bonn Hbf | 10 min (Thielenbruch–Buchheim) 5 min (Buchheim–Klettenberg) 10 min (Klettenberg–Schwadorf) 20 min (Schwadorf–Bonn) |

Außerdem gibt es die RVK-Buslinie 818, die Hersel und Sechtem verbindet, sowie Abfahrtstellen von Anrufsammeltaxen.
| Linie | Verlauf |
| ----- | --- |
| 790   | AST-Verkehr: Anrufsammeltaxi Bornheim |
| 818   | Sonn- und feiertags als MiKE: Sechtem Bf – Merten – Rösberg – Hemmerich – Kardorf – Waldorf – Dersdorf – Bornheim – Roisdorf Bf – Hersel |

Die Bundesautobahn 555 ist im Norden über die Anschlussstelle Wesseling und im Süden über die Anschlussstelle Bornheim erreichbar. Die Bundesautobahn 61 ist über die Landstraße 182 an der Anschlussstelle Swisttal erreichbar. Eine weitere Bundesautobahn ist die 553, die über die Landstraße 183 an der Anschlussstelle Brühl/Bornheim erreichbar ist.